# Košice, Kutná Hora
Košice là một làng thuộc huyện Kutná Hora, vùng Středočeský, Cộng hòa Séc.